# Сухое Данило
Сухое Данило — хутор в Павловском районе Воронежской области Российской Федерации. Входит в Красное сельское поселение.

## География
Хутор располагается на севере поселения между хуторами Данило и Переездной.

## История
Хутор основан в советский период переселенцами из соседних хуторов.

## Население
| 1980 | 2007 | 2009 | 2010 |
| ---- | ---- | ---- | ---- |
| 140  | ↘35  | ↘21  | ↗26  |

## Улицы
На хуторе нет улиц.